# Saison 2008-2009 de l'AJ Auxerre
Maillots
Chronologie
Saison précédente Saison suivante
Cette page présente la saison 2008-09 de l'AJ Auxerre. Pour cette saison, les Auxerrois sont entraînés par Jean Fernandez et présidés par Jean-Claude Hamel.

## Effectif
| N° | Nom                 | Poste             | Naissance         | Nationalité sportive |
| 1  | Olivier Sorin       | Gardien de but    | 16 avril 1981     | France               |
| 2  | Cédric Hengbart     | Défenseur         | 13 juillet 1980   | France               |
| 3  | Moussa Narry        | Milieu            | 19 avril 1986     | Ghana                |
| 4  | Stéphane Grichting  | Défenseur central | 30 mars 1979      | Suisse               |
| 5  | Dariusz Dudka       | Défenseur         | 9 décembre 1983   | Pologne              |
| 6  | Adama Coulibaly     | Défenseur         | 10 septembre 1980 | Mali                 |
| 7  | Kamel Chafni        | Milieu défensif   | 11 juin 1982      | Maroc                |
| 8  | Issa Ba             | Milieu offensif   | 7 novembre 1981   | Sénégal              |
| 9  | Valter Birsa        | Attaquant         | 7 août 1986       | Slovénie             |
| 10 | Thomas Kahlenberg   | Milieu offensif   | 30 mars 1983      | Danemark             |
| 11 | Julien Quercia      | Attaquant         | 17 août 1986      | France               |
| 12 | Jean-Pascal Mignot  | Défenseur central | 26 février 1981   | France               |
| 13 | Kevin Lejeune       | Attaquant         | 22 janvier 1985   | France               |
| 14 | Dennis Oliech       | Attaquant         | 2 février 1985    | Kenya                |
| 16 | Rémy Riou           | Gardien de but    | 6 août 1987       | France               |
| 17 | Benoît Pedretti     | Milieu défensif   | 12 novembre 1980  | France               |
| 19 | Steeven Langil      | Attaquant         | 4 mars 1988       | France               |
| 21 | Daniel Niculae      | Attaquant         | 6 octobre 1982    | Roumanie             |
| 22 | Ireneusz Jeleń      | Attaquant         | 9 avril 1981      | Pologne              |
| 23 | Jérémy Berthod      | Défenseur         | 24 avril 1984     | France               |
| 24 | Lynel Kitambala     | Attaquant         | 26 octobre 1988   | France               |
| 25 | Maurice-Junior Dalé | Attaquant         | 12 juillet 1985   | France               |
| 26 | Maxime Jasse        | Défenseur         | 4 janvier 1988    | France               |
| 27 | Alain Traoré        | Milieu            | 31 décembre 1988  | Burkina Faso         |
| 28 | Robert Popov        | Défenseur         | 16 avril 1982     | Macédoine            |
| 30 | Denis Petric        | Gardien de but    | 24 mai 1988       | Serbie               |
| 32 | Jérémy Huyghebaert  | Défenseur         | 7 janvier 1989    | Belgique             |

## Transferts

### Mercato d'été

#### Arrivées
| Joueur              | Nat. | Âge | Poste     | Transfert | Provenance         | Durée | Source |
| ------------------- | ---- | --- | --------- | --------- | ------------------ | ----- | ------ |
| Jérémy Huyghebaert  | BEL  | 19  | Défenseur | ?         | Excelsior Mouscron | ?     |        |
| Maurice-Junior Dalé | FRA  | 22  | Attaquant | ?         | FC Martigues       | ?     |        |
| Jérémy Berthod      | FRA  | 24  | Défenseur | 1,5 M€    | AS Monaco          | ?     |        |
| Adama Coulibaly     | MLI  | 27  | Défenseur | 2,2 M€    | RC Lens            | ?     |        |
| Dariusz Dudka       | POL  | 24  | Défenseur | 2,5 M€    | Wisła Cracovie     | ?     |        |
| Moussa Narry        | GHA  | 22  | Milieu    | 0,6 M€    | Étoile du Sahel    | ?     |        |
| Cédric Hengbart     | FRA  | 28  | Défenseur | 1 M€      | SM Caen            | ?     |        |
| Amadou Sidibé       | MLI  | 22  | Défenseur | ?         | Djoliba AC         | ?     |        |

#### Départs
| Joueur                | Nat. | Âge | Poste     | Transfert        | Destination              | Durée       | Source |
| --------------------- | ---- | --- | --------- | ---------------- | ------------------------ | ----------- | ------ |
| Jean-Sébastien Jaurès | FRA  | 30  | Défenseur | Fin de contrat   | Borussia Mönchengladbach | ?           |        |
| Irélé Apo             | FRA  | 26  | Défenseur | Fin de contrat   | ?                        | ?           |        |
| Guillaume Lecacheur   | FRA  | 21  | Défenseur | Fin de contrat   | FC Gueugnon              | ?           |        |
| Stéphane Véron        | FRA  | 22  | Gardien   | ?                | Paris SG                 | 1 an        |        |
| Ludovic Genest        | FRA  | 20  | Attaquant | Prêt             | SC Bastia                | 1 an (2009) |        |
| Baptiste Martin       | FRA  | 24  | Défenseur | Prêt             | Clermont Foot Auvergne   | 1 an (2009) |        |
| Frédéric Thomas       | FRA  | 28  | Milieu    | 2M€              | Le Mans UC               | ?           |        |
| Marcos António        | BRE  | 28  | Défenseur | Prêt             | PAOK Salonique           | 1 an (2009) |        |
| Gabriel Tamaș         | ROM  | 24  | Défenseur | Prêt (500 000 €) | Dinamo Bucarest          | 1 an (2009) |        |
| Sammy Traoré          | MLI  | 32  | Défenseur | Retour de prêt   | Paris SG                 | -           |        |
| Vlad Munteanu         | ROM  | 27  | Milieu    | Retour de prêt   | VfL Wolfsburg            | -           |        |

### Mercato d'hiver

#### Arrivées
| Joueur       | Nat. | Âge | Poste     | Transfert                | Provenance | Durée     | Source |
| ------------ | ---- | --- | --------- | ------------------------ | ---------- | --------- | ------ |
| Valter Birsa | SLO  | 22  | Attaquant | prêt avec option d'achat | FC Sochaux | juin 2009 | [ 5 ]  |

#### Départs
| Joueur             | Nat. | Âge | Poste     | Transfert                | Destination    | Durée     | Source |
| ------------------ | ---- | --- | --------- | ------------------------ | -------------- | --------- | ------ |
| Serge Akakpo       | FRA  | 21  | Défenseur | ?                        | FC Vaslui      | juin 2011 | [ 6 ]  |
| Jérémy Huyghebaert | BEL  | 19  | Défenseur | prêt avec option d'achat | KSV Roulers    | ?         | [ 7 ]  |
| Alain Traoré       | BUF  | 20  | Attaquant | prêt                     | Stade brestois | ?         |        |

## Calendrier

### Matchs d'avant-saison
| Date              | Adversaire                    | Pays | Division       | Compétition | Lieu                                      | Score | Buteur(s)                                            | Affluence |
| ----------------- | ----------------------------- | ---- | -------------- | ----------- | ----------------------------------------- | ----- | ---------------------------------------------------- | --------- |
| 17 juillet, 18h30 | UJA Alfortville               |      | CFA            | Amical      | Malesherbes                               | V 5-1 | Jeleń 5e 75e, Lejeune 40e, Traoré 50e, Kitambala 87e | -         |
| 19 juillet, 17h30 | Le Havre AC                   |      | Ligue 1        | Amical      | Stade de la Faisanderie, Fontainebleau    | N 1-1 | Jeleń 75e                                            | -         |
| 23 juillet, 19h00 | Tours FC                      |      | Ligue 2        | Amical      | Stade Béraud, Montargis                   | N 1-1 | Chafni 30e                                           | -         |
| 26 juillet, 20h00 | RC Lens                       |      | Ligue 2        | Amical      | Stade Félix-Bollaert, Lens                | N 0-0 | -                                                    | -         |
| 29 juillet, 18h00 | Royal Charleroi Sporting Club |      | Jupiler League | Amical      | Stade Paul-Chandon, Épernay               | D 0-1 | -                                                    | -         |
| 2 août, 18h30     | Grenoble Foot 38              |      | Ligue 1        | Amical      | Parc des sports du Bram, Louhans          | D 0-2 | -                                                    | -         |
| 24 janvier, 15h00 | US Orléans                    |      | CFA            | Amical      | Annexe 3 du stade Abbé Deschamps, Auxerre | V 3-0 | Kitambala, Hengbart, Niculae                         | -         |

## Coupe de France
| 1/32e de finale      | Ajaccio                                           | 1-1 a. p.       | Auxerre                                                       | Stade François-Coty, Ajaccio                     |                                                  |
| 3 janvier 2009 20h00 | Uras 35e                                          |                 | Pedretti 26e                                                  | Spectateurs : 4 000 Arbitrage : Hervé Piccirillo | Spectateurs : 4 000 Arbitrage : Hervé Piccirillo |
| 3 janvier 2009 20h00 | André 37e · Grégori 66e · Viale 84e · Uras 93e    |                 | Narry 33e · Coulibaly 54e · Pedretti 72e · Lejeune 76e, 85e · | Spectateurs : 4 000 Arbitrage : Hervé Piccirillo | Spectateurs : 4 000 Arbitrage : Hervé Piccirillo |
| 3 janvier 2009 20h00 | Guerriero · Darbion · Martins Pereira · Mandrichi | Tirs au but 3-2 | Chafni · Kahlenberg · Kitambla · Mignot · Grichting           | Spectateurs : 4 000 Arbitrage : Hervé Piccirillo | Spectateurs : 4 000 Arbitrage : Hervé Piccirillo |

## Coupe de la Ligue
| 1/16e de finale         | Auxerre                                                                      | 1-1 a. p.       | Toulouse                                                            | Stade de l'Abbé-Deschamps, Auxerre            |                                               |
| 23 septembre 2008 21h00 | Quercia 90+1e                                                                |                 | Larsen 71e                                                          | Spectateurs : 7 917 Arbitrage : Fredy Fautrel | Spectateurs : 7 917 Arbitrage : Fredy Fautrel |
| 23 septembre 2008 21h00 | Narry 90+3e · Lejeune 114e                                                   | Rapport Lfp     |                                                                     | Spectateurs : 7 917 Arbitrage : Fredy Fautrel | Spectateurs : 7 917 Arbitrage : Fredy Fautrel |
| 23 septembre 2008 21h00 | Hengbart · Kahlenberg · Lejeune · Pedretti · Quercia · Grichting · Coulibaly | Tirs au but 6-5 | Ebondo · Capoue · Mathieu · Bergougnoux · Larsen · Congré · Braaten | Spectateurs : 7 917 Arbitrage : Fredy Fautrel | Spectateurs : 7 917 Arbitrage : Fredy Fautrel |

| 1/8e de finale         | Vannes                     | 2-0 | Auxerre | Stade de la Rabine Vannes                        |                                                  |
| 11 novembre 2008 20h00 | Hervé 75e · Bourhani 90+2e |     |         | Spectateurs : 4 636 Arbitrage : Alexandre Castro | Spectateurs : 4 636 Arbitrage : Alexandre Castro |
| 11 novembre 2008 20h00 | Rapport LFP                |     |         | Spectateurs : 4 636 Arbitrage : Alexandre Castro | Spectateurs : 4 636 Arbitrage : Alexandre Castro |

## Ligue 1

### Phase aller
| Journée 1                                  | Auxerre                  | 2-1                        | Nantes         | Stade de l'Abbé-Deschamps, Auxerre              |                                                 |
| Samedi 9 août 2008 21h00 2e place 3 points | Jeleń 36e · Quercia 72e  |                            | De Freitas 68e | Spectateurs : 14 524 Arbitrage : Didier Falcone | Spectateurs : 14 524 Arbitrage : Didier Falcone |
| Samedi 9 août 2008 21h00 2e place 3 points | Mignot 53e · Quercia 82e | Rapport aja.fr Rapport lfp |                | Spectateurs : 14 524 Arbitrage : Didier Falcone | Spectateurs : 14 524 Arbitrage : Didier Falcone |

| Journée 2                                     | Marseille                                                  | 4-0                           | Auxerre   | Stade Vélodrome, Marseille                     |                                                |
| Dimanche 17 août 2008 21h00 15e place 3 point | Niang 17e · Grichting 63e (csc) · Grandin 76e · Zenden 83e |                               |           | Spectateurs : 55 776 Arbitrage : Philippe Kalt | Spectateurs : 55 776 Arbitrage : Philippe Kalt |
| Dimanche 17 août 2008 21h00 15e place 3 point | Ziani 49e                                                  | Rapport Lfp.fr Rapport Aja.fr | Dudka 49e | Spectateurs : 55 776 Arbitrage : Philippe Kalt | Spectateurs : 55 776 Arbitrage : Philippe Kalt |

| Journée 3                                      | Auxerre | 0-1         | Nice                      | Stade de l'Abbé-Deschamps, Auxerre              |                                                 |
| Dimanche 24 août 2008 16h00 16e place 3 points |         |             | Yahia 29e                 | Spectateurs : 11 712 Arbitrage : Thierry Auriac | Spectateurs : 11 712 Arbitrage : Thierry Auriac |
| Dimanche 24 août 2008 16h00 16e place 3 points |         | Rapport LFP | Letizi 45+1e · Bamogo 76e | Spectateurs : 11 712 Arbitrage : Thierry Auriac | Spectateurs : 11 712 Arbitrage : Thierry Auriac |

| Journée 4                                   | Lorient               | 0-2         | Auxerre                                | Stade du Moustoir, Lorient                   |                                              |
| Samedi 30 août 2008 19h00 9e place 6 points |                       |             | Jeleń 34e · Pedretti 73e               | Spectateurs : 9 366 Arbitrage : Tony Chapron | Spectateurs : 9 366 Arbitrage : Tony Chapron |
| Samedi 30 août 2008 19h00 9e place 6 points | Ayew 64e · Robert 78e | Rapport Lfp | Narry 41e · Grichting 62e · Mignot 65e | Spectateurs : 9 366 Arbitrage : Tony Chapron | Spectateurs : 9 366 Arbitrage : Tony Chapron |

| Journée 5                                         | Auxerre                   | 1-1         | Nancy     | Stade de l'Abbé-Deschamps, Auxerre                |                                                   |
| Samedi 13 septembre 2008 19h00 12e place 7 points | Lejeune 54e               |             | Zerka 65e | Spectateurs : 10 270 Arbitrage : Alexandre Castro | Spectateurs : 10 270 Arbitrage : Alexandre Castro |
| Samedi 13 septembre 2008 19h00 12e place 7 points | Mignot 62e · Pedretti 70e | Rapport LFP |           | Spectateurs : 10 270 Arbitrage : Alexandre Castro | Spectateurs : 10 270 Arbitrage : Alexandre Castro |

| Journée 6                                         | Lille                         | 3-2         | Auxerre         | Stadium Nord Lille Métropole, Lille            |                                                |
| Samedi 20 septembre 2008 19h00 14e place 7 points | De Melo 2e 90+3e · Hazard 88e |             | Quercia 49e 80e | Spectateurs : 13 292 Arbitrage : Olivier Thual | Spectateurs : 13 292 Arbitrage : Olivier Thual |
| Samedi 20 septembre 2008 19h00 14e place 7 points | Cabaye 57e                    | Rapport LFP | Grichting 90+2e | Spectateurs : 13 292 Arbitrage : Olivier Thual | Spectateurs : 13 292 Arbitrage : Olivier Thual |

| Journée 7                                          | Auxerre                                    | 3-0         | Le Havre             | Stade de l'Abbé-Deschamps, Auxerre             |                                                |
| Samedi 27 septembre 2008 19h00 11e place 10 points | Coulibaly 27e · Jeleń 49e · Kahlenberg 85e |             |                      | Spectateurs : 9 725 Arbitrage : Damien Ledentu | Spectateurs : 9 725 Arbitrage : Damien Ledentu |
| Samedi 27 septembre 2008 19h00 11e place 10 points |                                            | Rapport LFP | Noro 20e · Henin 42e | Spectateurs : 9 725 Arbitrage : Damien Ledentu | Spectateurs : 9 725 Arbitrage : Damien Ledentu |

| Journée 8                                       | Toulouse   | 1-0         | Auxerre    | Stadium, Toulouse                                |                                                  |
| Samedi 4 octobre 2008 19h00 12e place 10 points | Gignac 55e |             |            | Spectateurs : 16 436 Arbitrage : Lionel Jaffredo | Spectateurs : 16 436 Arbitrage : Lionel Jaffredo |
| Samedi 4 octobre 2008 19h00 12e place 10 points | Berson 53e | Rapport LFP | Mignot 24e | Spectateurs : 16 436 Arbitrage : Lionel Jaffredo | Spectateurs : 16 436 Arbitrage : Lionel Jaffredo |

| Journée 9                                        | Auxerre      | 0-0         | Rennes                              | Stade de l'Abbé-Deschamps, Auxerre                     |                                                        |
| Samedi 11 octobre 2008 17h00 12e place 11 points |              |             |                                     | Spectateurs : 10 974 Arbitrage : Jean-Charles Cailleux | Spectateurs : 10 974 Arbitrage : Jean-Charles Cailleux |
| Samedi 11 octobre 2008 17h00 12e place 11 points | Pedretti 45e | Rapport LFP | Thomert 45e · Briand 60e · Mbia 85e | Spectateurs : 10 974 Arbitrage : Jean-Charles Cailleux | Spectateurs : 10 974 Arbitrage : Jean-Charles Cailleux |

| Journée 10                                       | Auxerre | 0-0         | Lyon        | Stade de l'Abbé-Deschamps, Auxerre            |                                               |
| Samedi 25 octobre 2008 19h00 12e place 12 points |         |             |             | Spectateurs : 15 042 Arbitrage : Saïd Ennjimi | Spectateurs : 15 042 Arbitrage : Saïd Ennjimi |
| Samedi 25 octobre 2008 19h00 12e place 12 points |         | Rapport LFP | Benzema 39e | Spectateurs : 15 042 Arbitrage : Saïd Ennjimi | Spectateurs : 15 042 Arbitrage : Saïd Ennjimi |

| Journée 11                                         | Le Mans    | 0-2         | Auxerre        | Stade Léon-Bollée, Le Mans                      |                                                 |
| Mercredi 29 octobre 2008 19h00 11e place 15 points |            |             | Oliech 35e 39e | Spectateurs : 9 106 Arbitrage : Stéphane Lannoy | Spectateurs : 9 106 Arbitrage : Stéphane Lannoy |
| Mercredi 29 octobre 2008 19h00 11e place 15 points | Thomas 76e | Rapport LFP |                | Spectateurs : 9 106 Arbitrage : Stéphane Lannoy | Spectateurs : 9 106 Arbitrage : Stéphane Lannoy |

| Journée 12                                         | Auxerre      | 0-0         | Valenciennes          | Stade de l'Abbé-Deschamps, Auxerre             |                                                |
| Samedi 1er novembre 2008 19h00 12e place 16 points |              |             |                       | Spectateurs : 11 503 Arbitrage : Philippe Kalt | Spectateurs : 11 503 Arbitrage : Philippe Kalt |
| Samedi 1er novembre 2008 19h00 12e place 16 points | Hengbart 87e | Rapport LFP | Mater 27e · Tiene 69e | Spectateurs : 11 503 Arbitrage : Philippe Kalt | Spectateurs : 11 503 Arbitrage : Philippe Kalt |

| Journée 13                                       | Bordeaux                    | 2-0         | Auxerre                                             | Stade Chaban-Delmas, Bordeaux                          |                                                        |
| Samedi 8 novembre 2008 19h00 12e place 16 points | Cavenaghi 70e · Chamakh 75e |             |                                                     | Spectateurs : 22 335 Arbitrage : Jean-Charles Cailleux | Spectateurs : 22 335 Arbitrage : Jean-Charles Cailleux |
| Samedi 8 novembre 2008 19h00 12e place 16 points |                             | Rapport LFP | Narry 36e · Oliech 43e · Lejeune 45+2e · Mignot 81e | Spectateurs : 22 335 Arbitrage : Jean-Charles Cailleux | Spectateurs : 22 335 Arbitrage : Jean-Charles Cailleux |

| Journée 14                                        | Auxerre     | 1-0         | Sochaux                 | Stade de l'Abbé-Deschamps, Auxerre          |                                             |
| Samedi 15 novembre 2008 19h00 10e place 19 points | Lejeune 31e |             |                         | Spectateurs : 10 522 Arbitrage : Bruno Coué | Spectateurs : 10 522 Arbitrage : Bruno Coué |
| Samedi 15 novembre 2008 19h00 10e place 19 points | Lejeune 47e | Rapport LFP | Afolabi 50e · Pitau 85e | Spectateurs : 10 522 Arbitrage : Bruno Coué | Spectateurs : 10 522 Arbitrage : Bruno Coué |

| Journée 15                                        | Caen         | 1-0         | Auxerre                   | Stade Michel-d'Ornano, Caen                     |                                                 |
| Samedi 22 novembre 2008 19h00 14e place 19 points | Lemaitre 57e |             |                           | Spectateurs : 17 293 Arbitrage : Antony Gautier | Spectateurs : 17 293 Arbitrage : Antony Gautier |
| Samedi 22 novembre 2008 19h00 14e place 19 points |              | Rapport LFP | Chafni 34e · Hengbart 81e | Spectateurs : 17 293 Arbitrage : Antony Gautier | Spectateurs : 17 293 Arbitrage : Antony Gautier |

| Journée 16                                        | Auxerre                    | 0-1         | Monaco                    | Stade de l'Abbé-Deschamps, Auxerre            |                                               |
| Samedi 29 novembre 2008 19h00 14e place 19 points |                            |             | Pokrivač 24e              | Spectateurs : 12 972 Arbitrage : Stéphane Bré | Spectateurs : 12 972 Arbitrage : Stéphane Bré |
| Samedi 29 novembre 2008 19h00 14e place 19 points | Grichting 59e · Mignot 79e | Rapport LFP | Pokrivač 25e · Alonso 33e | Spectateurs : 12 972 Arbitrage : Stéphane Bré | Spectateurs : 12 972 Arbitrage : Stéphane Bré |

| Journée 17                                         | Grenoble                                | 0-0         | Auxerre | Stade des Alpes, Grenoble                      |                                                |
| Dimanche 7 décembre 2008 17h00 15e place 20 points |                                         |             |         | Spectateurs : 16 221 Arbitrage : Olivier Thual | Spectateurs : 16 221 Arbitrage : Olivier Thual |
| Dimanche 7 décembre 2008 17h00 15e place 20 points | Wimbée 44e · Feghouli 71e · Batlles 85e | Rapport LFP |         | Spectateurs : 16 221 Arbitrage : Olivier Thual | Spectateurs : 16 221 Arbitrage : Olivier Thual |

| Journée 18                                        | Auxerre             | 1-2         | Paris                     | Stade de l'Abbé-Deschamps, Auxerre           |                                              |
| Samedi 13 décembre 2008 19h00 15e place 20 points | Hengbart 86e (pen.) |             | Sessègnon 5e 22e          | Spectateurs : 14 146 Arbitrage : Éric Poulat | Spectateurs : 14 146 Arbitrage : Éric Poulat |
| Samedi 13 décembre 2008 19h00 15e place 20 points | Riou 90+4e          | Rapport LFP | Rothen 76e · Landreau 86e | Spectateurs : 14 146 Arbitrage : Éric Poulat | Spectateurs : 14 146 Arbitrage : Éric Poulat |

| Journée 19                                        | Saint-Étienne           | 2-0         | Auxerre                                                | Stade Geoffroy-Guichard, Saint-Étienne          |                                                 |
| Samedi 20 décembre 2008 19h00 15e place 20 points | Machado 12e · Gomis 89e |             |                                                        | Spectateurs : 26 862 Arbitrage : Damien Ledentu | Spectateurs : 26 862 Arbitrage : Damien Ledentu |
| Samedi 20 décembre 2008 19h00 15e place 20 points | Matuidi 34e             | Rapport LFP | Kahlenberg 44e · Mignot 49e · Dudka 73e · Hengbart 89e | Spectateurs : 26 862 Arbitrage : Damien Ledentu | Spectateurs : 26 862 Arbitrage : Damien Ledentu |

### Phase retour
| Journée 20                                       | Auxerre                  | 0-2         | Marseille                  | Stade de l'Abbé-Deschamps, Auxerre            |                                               |
| Samedi 10 janvier 2009 21h00 16e place 20 points |                          |             | Samassa 43e · Valbuena 77e | Spectateurs : 19 269 Arbitrage : Said Ennjimi | Spectateurs : 19 269 Arbitrage : Said Ennjimi |
| Samedi 10 janvier 2009 21h00 16e place 20 points | Mignot 31e · Niculae 68e | Rapport LFP | Cheyrou 90+2e              | Spectateurs : 19 269 Arbitrage : Said Ennjimi | Spectateurs : 19 269 Arbitrage : Said Ennjimi |

| Journée 21                                       | Nice                  | 2-0         | Auxerre       | Stade du Ray, Nice                              |                                                 |
| Samedi 17 janvier 2009 19h00 16e place 20 points | Rémy 50e · Bamogo 74e |             |               | Spectateurs : 8 655 Arbitrage : Stéphane Lannoy | Spectateurs : 8 655 Arbitrage : Stéphane Lannoy |
| Samedi 17 janvier 2009 19h00 16e place 20 points | Echouafni 74e         | Rapport LFP | Grichting 50e | Spectateurs : 8 655 Arbitrage : Stéphane Lannoy | Spectateurs : 8 655 Arbitrage : Stéphane Lannoy |

| Journée 22                                       | Auxerre                  | 0-0         | Lorient      | Stade de l'Abbé-Deschamps, Auxerre              |                                                 |
| Samedi 31 janvier 2009 19h00 16e place 21 points |                          |             |              | Spectateurs : 11 972 Arbitrage : Didier Falcone | Spectateurs : 11 972 Arbitrage : Didier Falcone |
| Samedi 31 janvier 2009 19h00 16e place 21 points | Narry 63e · Pedretti 69e | rapport LFP | Namouchi 78e | Spectateurs : 11 972 Arbitrage : Didier Falcone | Spectateurs : 11 972 Arbitrage : Didier Falcone |

| Journée 23                                      | Nancy                      | 0-2         | Auxerre                  | Stade Marcel Picot, Nancy                      |                                                |
| Samedi 7 février 2009 19h00 16e place 24 points |                            |             | Hengbart 36e · Jeleń 52e | Spectateurs : 17 044 Arbitrage : Olivier Thual | Spectateurs : 17 044 Arbitrage : Olivier Thual |
| Samedi 7 février 2009 19h00 16e place 24 points | Macaluso 62e · N'Guemo 77e | Rapport LFP | Grichting 89e            | Spectateurs : 17 044 Arbitrage : Olivier Thual | Spectateurs : 17 044 Arbitrage : Olivier Thual |

| Journée 24                                       | Auxerre                       | 2-0         | Lille                   | Stade de l'Abbé-Deschamps, Auxerre            |                                               |
| Samedi 14 février 2009 19h00 12e place 27 points | Jeleń 31e · Chafni 35e        |             |                         | Spectateurs : 9 753 Arbitrage : Fredy Fautrel | Spectateurs : 9 753 Arbitrage : Fredy Fautrel |
| Samedi 14 février 2009 19h00 12e place 27 points | Pedretti 75e · Kahlenberg 78e | Rapport LFP | Béria 44e · Debuchy 56e | Spectateurs : 9 753 Arbitrage : Fredy Fautrel | Spectateurs : 9 753 Arbitrage : Fredy Fautrel |

| Journée 25                                       | Le Havre            | 1-2         | Auxerre                    | Stade Jules Deschaseaux, Le Havre                      |                                                        |
| Samedi 21 février 2009 19h00 10e place 30 points | Lesage 37e          |             | Kahlenberg 1re · Birsa 79e | Spectateurs : 12 741 Arbitrage : Jean-Charles Cailleux | Spectateurs : 12 741 Arbitrage : Jean-Charles Cailleux |
| Samedi 21 février 2009 19h00 10e place 30 points | Ba 72e · Sambou 77e | Rapport LFP | Dudka 37e                  | Spectateurs : 12 741 Arbitrage : Jean-Charles Cailleux | Spectateurs : 12 741 Arbitrage : Jean-Charles Cailleux |

| Journée 26                                       | Auxerre   | 1-1         | Toulouse                 | Stade de l'Abbé-Deschamps, Auxerre                |                                                   |
| Samedi 28 février 2009 21h00 10e place 31 points | Jeleń 26e |             | Bergougnoux 80e          | Spectateurs : 10 990 Arbitrage : Alexandre Castro | Spectateurs : 10 990 Arbitrage : Alexandre Castro |
| Samedi 28 février 2009 21h00 10e place 31 points | Narry 60e | Rapport LFP | Mansaré 61e · Capoue 64e | Spectateurs : 10 990 Arbitrage : Alexandre Castro | Spectateurs : 10 990 Arbitrage : Alexandre Castro |

| Journée 27                                     | Rennes                    | 2-0 | Auxerre | Stade de la route de Lorient, Rennes            |                                                 |
| Dimanche 8 mars 2009 17h00 12e place 31 points | Bocanegra 9e · Briand 36e |     |         | Spectateurs : 27 116 Arbitrage : Damien Ledentu | Spectateurs : 27 116 Arbitrage : Damien Ledentu |
| Dimanche 8 mars 2009 17h00 12e place 31 points | Rapport LFP               |     |         | Spectateurs : 27 116 Arbitrage : Damien Ledentu | Spectateurs : 27 116 Arbitrage : Damien Ledentu |

| Journée 28                                      | Lyon       | 0-2         | Auxerre                      | Stade Gerland, Lyon                             |                                                 |
| Dimanche 15 mars 2009 17h00 10e place 34 points |            |             | Jeleń 41e · Kahlenberg 90+3e | Spectateurs : 37 846 Arbitrage : Thierry Auriac | Spectateurs : 37 846 Arbitrage : Thierry Auriac |
| Dimanche 15 mars 2009 17h00 10e place 34 points | Lloris 90e | Rapport LFP | Chafni 52e · Niculae 88e     | Spectateurs : 37 846 Arbitrage : Thierry Auriac | Spectateurs : 37 846 Arbitrage : Thierry Auriac |

| Journée 29                                   | Auxerre              | 2-0 | Le Mans | Stade de l'Abbé-Deschamps, Auxerre            |                                               |
| Samedi 21 mars 2009 19h00 9e place 37 points | Jeleń 8e · Dudka 20e |     |         | Spectateurs : 12 327 Arbitrage : Stéphane Bré | Spectateurs : 12 327 Arbitrage : Stéphane Bré |
| Samedi 21 mars 2009 19h00 9e place 37 points | Rapport LFP          |     |         | Spectateurs : 12 327 Arbitrage : Stéphane Bré | Spectateurs : 12 327 Arbitrage : Stéphane Bré |

| Journée 30                                    | Valenciennes               | 2-0         | Auxerre                                             | Stade Nungesser, Valenciennes                   |                                                 |
| Samedi 4 avril 2009 19h00 10e place 37 points | Darcheville 1re 70e (pen.) |             |                                                     | Spectateurs : 13 292 Arbitrage : Bertrand Layec | Spectateurs : 13 292 Arbitrage : Bertrand Layec |
| Samedi 4 avril 2009 19h00 10e place 37 points | Mater 43e                  | Rapport LFP | Grichting 49e · Narry 57e · Oliech 58e · Chafni 71e | Spectateurs : 13 292 Arbitrage : Bertrand Layec | Spectateurs : 13 292 Arbitrage : Bertrand Layec |

| Journée 31                                     | Auxerre                   | 0-2         | Bordeaux                  | Stade de l'Abbé-Deschamps, Auxerre              |                                                 |
| Samedi 11 avril 2009 19h00 11e place 37 points |                           |             | Frenando 34e · Wendel 80e | Spectateurs : 20 002 Arbitrage : Didier Falcone | Spectateurs : 20 002 Arbitrage : Didier Falcone |
| Samedi 11 avril 2009 19h00 11e place 37 points | Mignot 80e · Pedretti 88e | Rapport LFP | Diarra 65e · Gourcuff 67e | Spectateurs : 20 002 Arbitrage : Didier Falcone | Spectateurs : 20 002 Arbitrage : Didier Falcone |

| Journée 32                                     | Sochaux     | 0-1         | Auxerre        | Stade Bonnal, Sochaux                            |                                                  |
| Samedi 18 avril 2009 19h00 10e place 40 points |             |             | Kahlenberg 86e | Spectateurs : 14 271 Arbitrage : Laurent Duhamel | Spectateurs : 14 271 Arbitrage : Laurent Duhamel |
| Samedi 18 avril 2009 19h00 10e place 40 points | Perquis 74e | Rapport LFP | Kahlenberg 75e | Spectateurs : 14 271 Arbitrage : Laurent Duhamel | Spectateurs : 14 271 Arbitrage : Laurent Duhamel |

| Journée 33                                       | Auxerre                   | 2-1         | Caen        | Stade de l'Abbé-Deschamps, Auxerre            |                                               |
| Dimanche 26 avril 2009 17h00 10e place 43 points | Jeleń 86e 89e             |             | Proment 62e | Spectateurs : 11 038 Arbitrage : Tony Chapron | Spectateurs : 11 038 Arbitrage : Tony Chapron |
| Dimanche 26 avril 2009 17h00 10e place 43 points | Pedretti 77e · Mignot 88e | Rapport LFP |             | Spectateurs : 11 038 Arbitrage : Tony Chapron | Spectateurs : 11 038 Arbitrage : Tony Chapron |

| Journée 34                                 | Monaco      | 0-1 | Auxerre        | Stade Louis-II, Monaco                                |                                                       |
| Samedi 2 mai 2009 19h00 9e place 46 points |             |     | Kahlenberg 26e | Spectateurs : 7 203 Arbitrage : Jean-Charles Cailleux | Spectateurs : 7 203 Arbitrage : Jean-Charles Cailleux |
| Samedi 2 mai 2009 19h00 9e place 46 points | Rapport LFP |     |                | Spectateurs : 7 203 Arbitrage : Jean-Charles Cailleux | Spectateurs : 7 203 Arbitrage : Jean-Charles Cailleux |

| Journée 35                                    | Auxerre              | 2-0         | Grenoble  | Stade de l'Abbé-Deschamps, Auxerre            |                                               |
| Mercredi 13 mai 2009 19h00 8e place 49 points | Jeleń 37e 74e        |             |           | Spectateurs : 10 738 Arbitrage : Ruddy Buquet | Spectateurs : 10 738 Arbitrage : Ruddy Buquet |
| Mercredi 13 mai 2009 19h00 8e place 49 points | Jeleń 6e · Birsa 73e | Rapport LFP | Cesar 65e | Spectateurs : 10 738 Arbitrage : Ruddy Buquet | Spectateurs : 10 738 Arbitrage : Ruddy Buquet |

| Journée 36                                  | Paris                        | 1-2         | Auxerre                        | Parc des Princes, Paris                         |                                                 |
| Samedi 16 mai 2009 21h00 8e place 52 points | Sessègnon 83e                |             | Camara 40e (csc) · Jeleń 45+1e | Spectateurs : 40 870 Arbitrage : Didier Falcone | Spectateurs : 40 870 Arbitrage : Didier Falcone |
| Samedi 16 mai 2009 21h00 8e place 52 points | Sessègnon 45+1e · Kežman 74e | Rapport LFP | Grichting 57e · Birsa 90e      | Spectateurs : 40 870 Arbitrage : Didier Falcone | Spectateurs : 40 870 Arbitrage : Didier Falcone |

| Journée 37                                  | Auxerre                    | 1–0         | Saint-Étienne            | Stade de l'Abbé-Deschamps, Auxerre             |                                                |
| Samedi 23 mai 2009 21h00 8e place 55 points | Jeleń 60e                  |             |                          | Spectateurs : 17 891 Arbitrage : Fredy Fautrel | Spectateurs : 17 891 Arbitrage : Fredy Fautrel |
| Samedi 23 mai 2009 21h00 8e place 55 points | Berthod 56e · Hengbart 75e | Rapport LFP | Mirallas 23e · Payet 74e | Spectateurs : 17 891 Arbitrage : Fredy Fautrel | Spectateurs : 17 891 Arbitrage : Fredy Fautrel |

| Journée 38                                  | Nantes                     | 2–1         | Auxerre        | Stade de la Beaujoire, Nantes                    |                                                  |
| Samedi 30 mai 2009 21h00 8e place 55 points | Klasnić 12e · Bagayoko 52e |             | Berthod 48e    | Spectateurs : 18 793 Arbitrage : Laurent Duhamel | Spectateurs : 18 793 Arbitrage : Laurent Duhamel |
| Samedi 30 mai 2009 21h00 8e place 55 points |                            | Rapport LFP | Kahlenberg 84e | Spectateurs : 18 793 Arbitrage : Laurent Duhamel | Spectateurs : 18 793 Arbitrage : Laurent Duhamel |